# Clint, une corde pour te pendre
Pour plus de détails, voir Fiche technique et Distribution.
Clint, une corde pour te pendre alias Le Retour de Clint le Solitaire (El retorno de Clint el solitario) est un western hispano-italien d'Alfonso Balcázar sorti en 1972.
Le film est un remake de Clint, l'homme de la vallée sauvage sorti en 1967.

## Fiche technique
Sauf indication contraire, les informations mentionnées dans cette section peuvent être confirmées par la base de données cinématographiques IMDb,  présente dans la section « Liens externes ».
- Titre original espagnol : El retorno de Clint el solitario
- Titre original italien : Il ritorno di Clint il solitario
- Titre français : Le Retour de Clint le Solitaire ou Clint, une corde pour te pendre
- Réalisateur : Alfonso Balcázar
- Assistant au réalisateur : Federico Canudas, Manrico Melchiorre
- Scénario : Alfonso Balcázar, Giovanni Simonelli, Enzo Doria
- Photographie : Jaime Deu Casas
- Montage : Teresa Alcocer
- Musique : Ennio Morricone
- Scénographie : Gisella Longo
- Décors : Francisco Gutiérrez
- Costumes : Anna Rasetti, Lolita Tutusaus
- Trucages : Franco Schioppa
- Société de production : Doria G. Film, Balcázar Producciones Cinematográficas, A.B.C.
- Pays de production :  Espagne -  Italie
- Langue de tournage : espagnol
- Format : Couleur (Eastmancolor) - 1,85:1 - son mono - 35 mm
- Genre : Western spaghetti
- Durée : 83 minutes
- Date de sortie :	
  - Italie : 14 décembre 1972
  - Espagne : 5 août 1974
  - Allemagne de l'Ouest : 7 mars 1975

## Distribution
- George Martin : Clint Murrayson
- Marina Malfatti : Norma Murrayson
- Klaus Kinski : Scott, le chasseur de primes
- Daniel Martín : Slim
- Augusto Pescarini : Ross
- Francisco José Huetos : Jimmy Murrayson
- Susanna Atkinson : Betty Murrayson
- Willi Colombini : Brandon, le frère de Clint
- Indio Gonzales : Culver, le shérif
- Manuel Muñiz : le télégraphiste
- Manuel Gas : M. Thompson
- Vittorio Fanfoni: le frère Murdoch
- Ricardo Moyán: Don
- Manuel Bronchud: Craig, le garde de la banque
- Gustavo Re : Blinky, le barman
- Adolfo Alises : Glenn McKinley
- Miguel Muniesa : le premier shérif
- Vittorio Fanfoni : Murdock
- Luigi Antonio Guerra : un bandit
- Luis Induni : Arnold McKinley (non attribué au générique)